# 4-アンドロステンジオール
4-アンドロステンジオール(4-Androstenediol)は、テストステロンに変換するアンドロステンジオールである。変換率は、約15.76%であり、異なる酵素経路を用いることから、アンドロステンジオンのほぼ3倍になる。代謝の過程で二次芳香族化が起こるが、エストロゲンには直接変換されない。強いアンドロゲン活性を持つジヒドロテストステロンには代謝されないため、4-アンドロステンジオールのアンドロゲン活性は弱い。
4-アンドロステンジオールは、構造的に5-アンドロステンジオールよりもテストステロンに近く、アンドロゲン活性を持ち、アンドロゲン受容体の弱いパーシャルアゴニストとして作用する。しかし、比較的低い固有活性のため、テストステロンやジヒドロテストステロンのようなフルアゴニストの存在下では、4-アンドロステンジオールはアンタゴニスト活性を示すようになり、むしろシプロテロン酢酸のような抗アンドロゲン剤として振る舞う。

## 医療への利用
パトリック・アーノルドは、1999年に、「人体中のテストステロン濃度の向上のための4-アンドロステンジオールの利用」("Use of 4-androstenediol to increase testosterone levels in humans")の特許を取得した。